# 마하칼리구

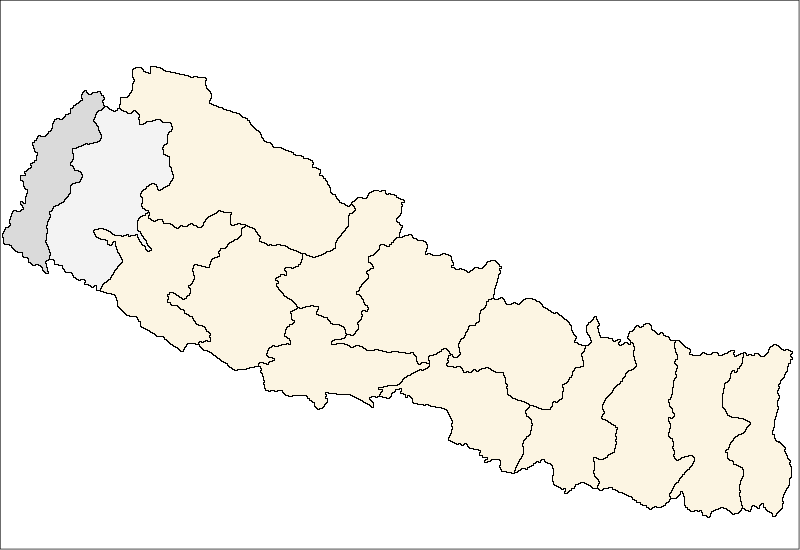
마하칼리 구의 위치

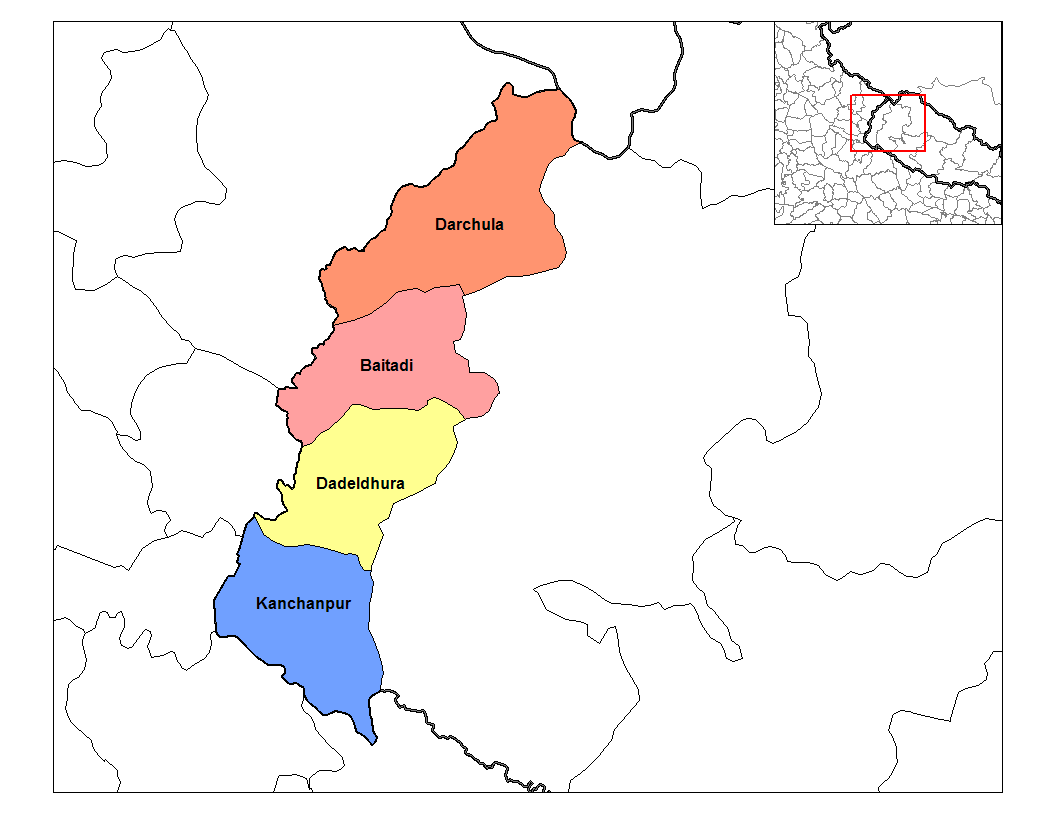
마하칼리 구의 현

마하칼리구(네팔어: महाकाली)는 네팔을 구성하는 14개 구 가운데 하나로 행정 중심지는 아마라가디이며 면적은 6,989km2, 인구는 860,475명(2001년 기준), 인구 밀도는 123.1명/km2이다. 행정 구역상으로는 극서부 개발 지구에 속한다.

## 행정 구역
4개 현을 관할한다.
- 바이타디 현
- 다델두라 현
- 다르출라 현
- 칸찬푸르 현

## 같이 보기
- 네팔의 구